# Gustav Wegerer
Gustave Wegerer, né le 2 août 1897 à Vienne et mort en 1954 à Františkovy Lázně, est un ingénieur et chimiste autrichien, militant communiste, ancien prisonnier politique du camp de concentration de Buchenwald au procès duquel il témoigne après la guerre, puis employé du bureau d'information du Mémorial de Buchenwald.

## Biographie
Wegerer obtient son brevet d'ingénieur chimiste puis rejoint très tôt le parti communiste d'Autriche (KPÖ) et devient membre du Comité central. Militant, il contribue à une aide solidaire à l'Union soviétique dans la construction de son économie. De 1938 à 1945, il est interné comme prisonnier politique au camp de concentration de Buchenwald (prisonnier numéro 3535), où il est employé comme kapo au service de pathologie. Il doit y  préparer la peau tatouée de prisonniers assassinés. Avec son adjoint Kurt Sitte, Wegerer rédige écrit la thèse intitulée Tentatives de traitement de la tuberculose pulmonaire par inhalation de colloïde de carbone pour le compte du médecin du camp de concentration Waldemar Hoven. Après une commémoration illégale en l'honneur de Thälmann en août 1944, sa détention est confiée à la Gestapo.
Après la guerre, il travaille au bureau d'information du mémorial.